# Natania Nogueira
Natania Aparecida da Silva Nogueira (Leopoldina, 17 de dezembro de 1970) é uma professora da rede municipal de Leopoldina e pesquisadora acadêmica no campo das histórias em quadrinhos. 
Formada em História pela Faculdade de Filosofia Ciências e Letras de Cataguases, especializada em História do Brasil pela Universidade Federal de Juiz de Fora, além de mestre e doutora em História pela Universidade Salgado de Oliveira e pós-doutora pela Universidade Estadual de Mato Grosso do Sul. Membro fundadora da Associação de Pesquisadores em Arte Sequencial, tendo sido a primeira presidente da entidade, de 2012 a 2019, retornando ao cargo em 2023. É ainda membro da Academia Leopoldinense de Letras e Artes e da Academia Lavrense de Letras.
Nogueira é autora e coautora de diversos livros teóricos sobre quadrinhos, dentre os quais Arte Sequencial e seus Multiversos Conceituais, Arte Sequencial e suas Sarjetas Metodológicas, Gênero, Sexualidade e Feminismo nos Quadrinhos, As Histórias em Quadrinhos e a Escola: Práticas que Ultrapassam Fronteiras, Do Lazer ao Fazer: as Histórias em Quadrinhos na Escola e Histórias em Quadrinhos e Educação: Princípios Gerais e Práticas Educativas.
Em 2008, recebeu o prêmio Professores do Brasil, oferecido pelo Ministério da Educação (MEC), pela criação e implementação do projeto da Gibiteca Escolar na Escola Municipal Judith Lintz Guedes Machado, de Leopoldina, e 2017, a Gibiteca completo 10 anos e passou a se chamar Helena Fonseca, em homenagem a roteirista de história em quadrinhos de mesmo nome. Já em 2023, ganhou o 35º Troféu HQ Mix na categoria de melhor tese de doutorado, por sua pesquisa Histórias em Quadrinhos e Feminismos na França: A Revista Ah! Nana! (1976 – 1978), defendida no ano anterior.